# Lìa (xã)
Lìa là một xã thuộc huyện Hướng Hóa, tỉnh Quảng Trị, Việt Nam.

## Địa lý
Xã Lìa nằm ở phía nam huyện Hướng Hóa, có vị trí địa lý:
- Phía đông giáp xã A Dơi
- Phía tây giáp xã Thanh
- Phía nam giáp xã Xy
- Phía bắc giáp xã Hướng Lộc.

Xã Lìa có diện tích 28,36 km², dân số năm 2018 là 5.010 người, mật độ dân số đạt 177 người/km².

## Hành chính
Xã Lìa được chia thành 10 thôn: A Máy, A MôR, A Quan, A Rông, A Xau, A Xóc Lìa, A Xói Hang, Kỳ Nơi, Kỳ Tăng, Tăng Cô Hang.

## Lịch sử
Địa bàn xã Lìa hiện nay trước đây vốn là ba xã: A Túc, A Xing và Kỳ Nơi thuộc huyện Hướng Hóa.
Ngày 18 tháng 5 năm 1981, Hội đồng Chính phủ ban hành Quyết định 187-CP. Theo đó, sáp nhập toàn bộ diện tích và dân số của xã Kỳ Nơi vào xã A Túc.
Trước khi sáp nhập, xã A Túc có diện tích 12,34 km², dân số là 2.456 người, mật độ dân số đạt 199 người/km², gồm 5 thôn: A Xau, A Xóc Lìa, A Xói Hang, Kỳ Nơi, Tăng Cô Hang. Xã A Xing có diện tích 16,02 km², dân số là 2.554 người, mật độ dân số đạt 159 người/km², gồm 5 thôn: A Máy, A MôR, A Quan, A Rông, Kỳ Tăng.
Ngày 17 tháng 12 năm 2019, Ủy ban Thường vụ Quốc hội ban hành Nghị quyết 832/NQ-UBTVQH14 về việc sắp xếp các đơn vị hành chính cấp xã thuộc tỉnh Quảng Trị (nghị quyết có hiệu lực từ ngày 1 tháng 1 năm 2020). Theo đó, sáp nhập toàn bộ diện tích và dân số của hai xã A Túc và A Xing thành xã Lìa.